# Володя великий і Володя маленький
«Володя великий і Володя маленький» (рос. Володя большой и Володя маленький) — оповідання А. П. Чехова, вперше опубліковане у 1893 році.

## Історія публікації
Оповідання А. П. Чехова «Володя великий і Володя маленький» написане в 1884 році, вперше опубліковане в 1893 році в газеті «Русскія веѣдомости» № 357 із підписом Антон Чехов, в 1894 році друкувалося у збірнику «Повісті та оповідання», увійшло до зібрання творів письменника, видаваного А. Ф. Марксом.
За життя Чехова оповідання перекладалося німецькою, угорською, сербськохорватською, словацькою і шведською мовами.

## Критика
І. Островський в 1894 році писав Чехову: «Я читав все, що Ви за останні два роки друкували в „Русской мысли“, „Русских віѣдомостях“ і „Артисті“. Всі (за винятком „Володі великого і маленького Володі“) справило найприємніше враження на мене так само, як і на моїх знайомих, які читають Вас». Критик С. А. Андреєвський відносив оповідання «Володя великий і Володя маленький» до творів, які «в нових тонких варіянтах зачіпають амурні питання».
Критик Альбов зазначав, що деякі персонажі Чехова, «мелькнувши світлою крапкою», знову зливаються «з навколишнього вульгарністю. Така, наприклад, Софія Львівна».
У 1895 році Ілля Рєпін давав високу оцінку оповіданням письменника, надрукованим у збірнику «Повісті та оповідання».

## Сюжет
Софія Львівна два місяці тому вийшла за полковника Володимира Микитовича Ягича — Володю великого. Він на 31 рік старше її. Колись Софія Львівна була закохана у Володимира Михайлича — Володю маленького. Володя маленький, військовий лікар, служить у полку чоловіка Софії Львівни. Тепер вона байдужа до Володі маленького. Софія Львівна намагається переконати себе, що тепер вона досягла успіху, що у неї є гроші, що вона пристрасно любить старого чоловіка.
Повертаючись з ресторану з двома Володимирами, Софія Львівна зупиняється в монастирі, куди її тітка Оля пішла в черниці після одруження з Володимиром великим. Жінки обмінюються новинами і Оля погоджується прокатитися на санях.
На наступний день Володимир маленький, як лікар, відвідує Софію Львівну, яка освідчується йому в любові і стає його коханкою. Однак через тиждень він її залишив. Софію Львівна розуміє, що тепер її життя буде нудним та одноманітним.